# Међународни филмски фестивал „Ухвати са мном овај дан!/Ухвати филм”
Међународни филмски фестивал „Ухвати са мном овај дан!/Ухвати филм” је фестивал међународног карактера и обухвата пројекције филмова на тему инвалидности, као и пратеће програме.Фестивал се организује сваке године, крајем септембра, најпре у Новом Саду, а касније и у Ријеци, Бањој Луци и Котору.

## О фестивалу
Фестивал је први пут одржан 2003. године као међународна манифестација "Ухвати са мном овај дан" у организацији Новосадског удружења студената са инвалидитетом у Новом Саду. Манифестација је постала фестивал под називом "Ухвати филм" од 2011. године. Тада је одржан први Ријечки део Фестивала. Бањалучки Филмски фестивал о особама са инвалидитетом је постао део "Ухвати филм" мреже 2017, а први "Ухвати филм" у Котору одржан је 2019. године. 
Фестивал почиње са активностима још током фебруара месеца када се расписује конкурс за филмове. Током неколико дана у септембру месецу, у оквиру трајања Фестивала, реализује се филмски програм на ком се представљају филмови како из Србије и региона тако и са готово свих континената. Након пројекције филмова, одржавају се разговори са ауторима и актерима. Значајан део фестивала јесте и Филмски караван који обухвата најавна гостовања, промоцију фестивала и постпродукцију.

### Програмска шема фестивала
Филмски фестивал "Ухвати са мном овај дан!/Ухвати филм" обухвата:
- пројекције домаћих и иностраних филмова на тему инвалидности,
- пратеће програме: филмске радионице, трибине/разговоре са ауторима и актерима филмова, семинар за новинаре и студенте журналистике, изложбе, перформансе и слично у којима учествују и особе са инвалидитетом.

### Циљ фестивала
Циљ одржавања филмског фестивала "Ухвати са мном овај дан!/Ухвати филм" јесте пре свега информисање јавности о животу, активностима, правима и достигнућима особа са инвалидитетом. На тај начин се утиче на промене у ставовима људи у вези са особама са инвалидитетом, боље разумевање и прихватање различитости, као и стварање услова за већу видљивост и укључивање особа са инвалидитетом у све сфере друштвеног живота.
Важан сегмент фестивала јесте и подршка филмским редитељима, сценаристима и глумцима који су особе са инвалидитетом да промовишу своје радове и достигнућа, да препознају сопствене потенцијале. Битан је и утицај на медије ради адекватнијег и политички коректнијег праћења активности и дешавања у којима учествују особе са инвалидитетом.

### Приступачност
Важна одлика фестивала јесте то што је приступачан особама са инвалидитетом. Одржава се у физички приступачним просторима, или делимично приступачним просторима. Сви филмови који се приказују имају описне титлове на српском језику, а говорни садржаји превођени на српски знаковни језик. Кроз аудиодескрипцију и синхронизацију приступачан и слепим и слабовидим особама.

### Фестивалске награде
У оквиру Филмског фестивала "Ухвати са мном овај дан!/Ухвати филм" додељују се следеће награде:
- За најбољи филм фестивала
- За најбољи документарни филм
- За најбољи анимирани филм
- За најбољи сценарио
- За најбоље глумачко остварење
- За креативно коришћење звука
- За Филм који мења перспективу
- За најуспешнију демистификацију
- За разум и осећајност
- Специјалне награде жирија - За прелазак са речи на дела
- Специјалне награде - За најјачи утисак на публику

## Награде
Међународни филмски фестивал "Ухвати са мном овај дан!/Ухвати филм" је добитник две награде:
- Удружење филмских уметника Србије доделио је Ухвати филм фестивалу 2018. "Диплому за промоцију хуманих вредности и особа са инвалидитетом на филму".
- У оквиру кампање Покретачи промена 2022 фестивал је добитник награде "Први глас грађана".